# Chapelle Saint-Pierre de Saint-Étienne-des-Sorts
La chapelle Saint-Pierre est une chapelle romane en ruines située à Saint-Étienne-des-Sorts, au sud de Pont-Saint-Esprit, dans le département français du Gard en région Occitanie.

## Localisation
La chapelle se dresse au bout du chemin Saint-Pierre, à quelques centaines de mètres au nord-ouest du village de Saint-Étienne-des-Sorts, sur le sommet d'une colline aux pentes raides, face au Rhône.

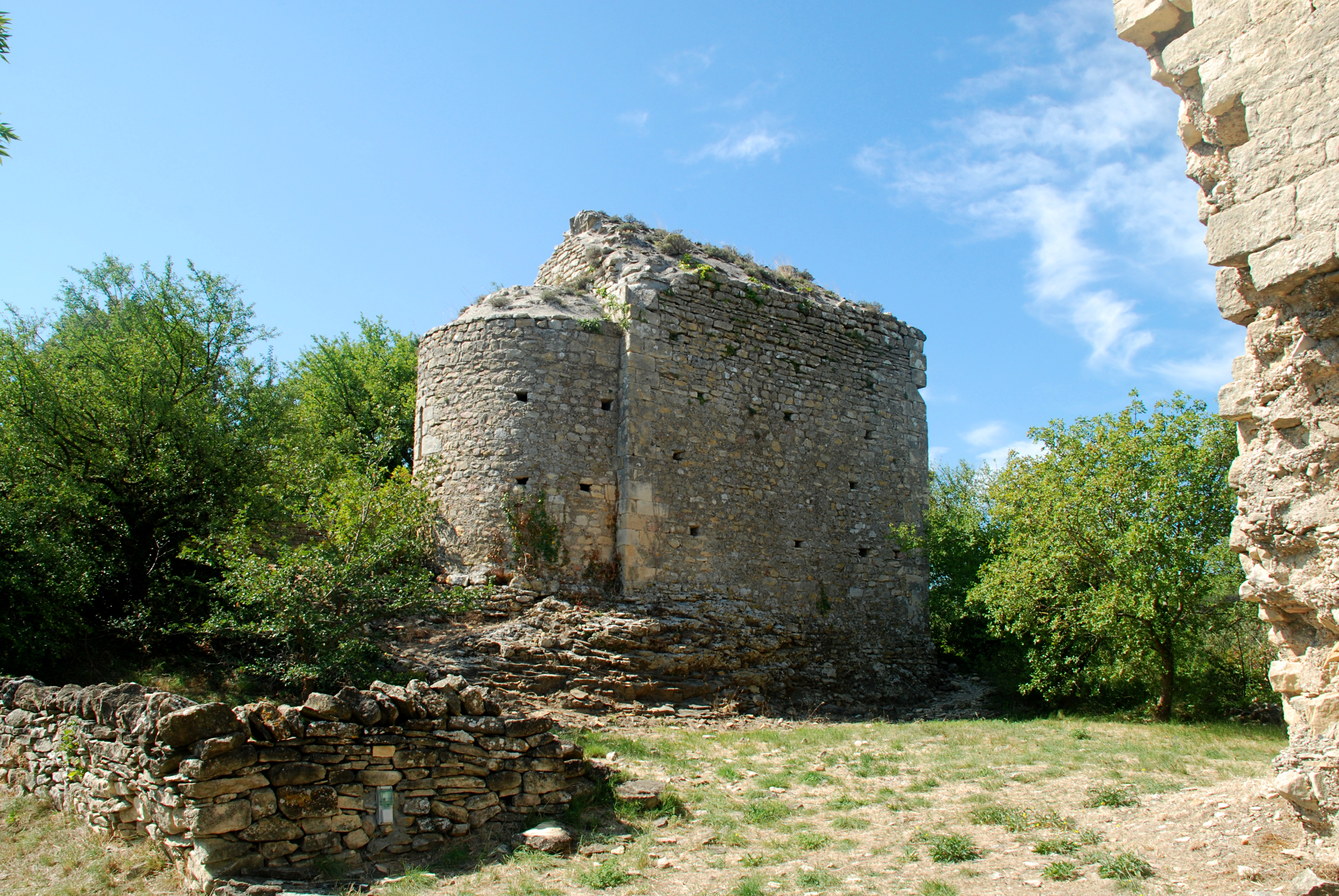
Vue d'ensemble du site.

## Historique
La chapelle, en ruines, date du XIIIe siècle et a été fondée par les bénédictins de Pont-Saint-Esprit.
Saint-Étienne-des-Sorts était un « prieuré régulier relevant d'abord de Cluny et uni plus tard à la sacristie du chapitre collégial de Saint-Martial d'Avignon ».
Le prieuré faisait partie de la viguerie de Bagnols, une viguerie du diocèse d'Uzès : l'évêque d'Uzès avait droit de collation pour le prieuré.
Il est mentionné sous le nom d'Ecclesia de Sancto-Stephano de Sors en 1314, de Saint-Estienne des Sorts en 1627  et de Saint-Estève de Sors en 1715.

## Architecture

### Architecture extérieure

#### La nef
La nef, qui a perdu sa toiture, est édifiée en moellons et percée de trous de boulin (trous destinés à ancrer les échafaudages).
Ses façades latérales sont dépourvues de contreforts mais possèdent de puissants chaînages d'angle réalisés en blocs de pierre de grande taille.

#### Le chevet
La chapelle possède un petit chevet semi-circulaire composé d'une abside unique édifiée en moellons et percée de trous de boulin.
Cette abside, qui a perdu sa toiture, est percée d'une fenêtre axiale à simple ébrasement. Cette petite fenêtre est flanquée de chaque côté d'un piédroit harpé constitué de trois blocs de pierre et est sommée d'un linteau monolithe.
|  |  |  |

#### Les marques de tâcheron
La chapelle présente de belles marques de tâcheron sur les pierres de l'encadrement de la fenêtre absidiale.
On notera un signe en forme de lettre U sur le linteau monolithe de la fenêtre, un double U sur l'imposte gauche et une faucille sur l'imposte droite.
|  |  |  |  |

### Architecture intérieure

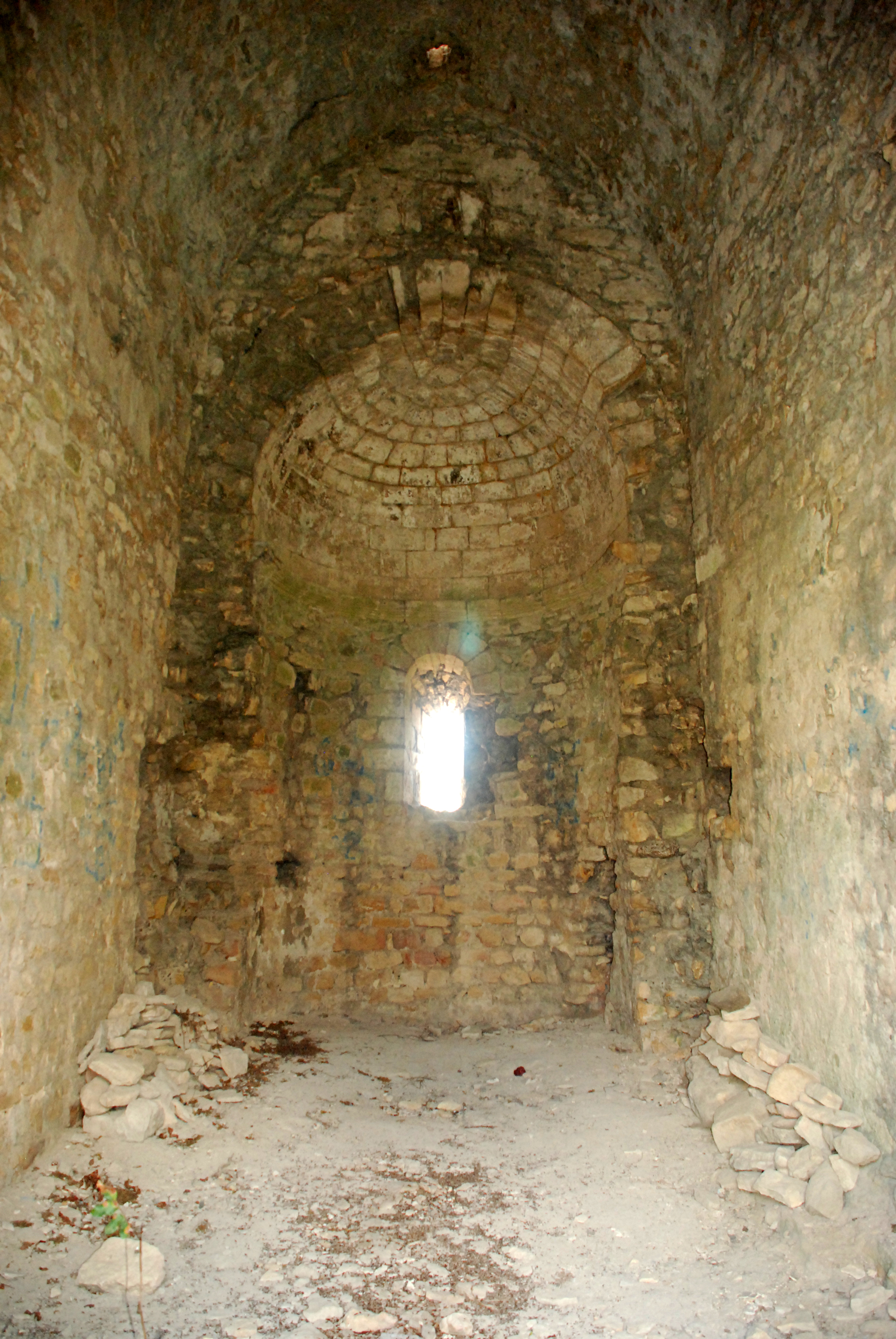
L'intérieur de la nef.

L'intérieur, en ruines et sans dallage, présente une nef aux parois de moellons, surmontée d'une voûte en berceau légèrement brisé.
L'abside est constituée de murs en moellons surmontés d'une voûte en cul-de-four réalisée en pierre de taille assemblée en grand appareil, reposant sur une corniche moulurée.  
L'arc triomphal est, comme l'abside, réalisé en moellons dans sa partie inférieure et en pierre de taille dans sa partie supérieure.

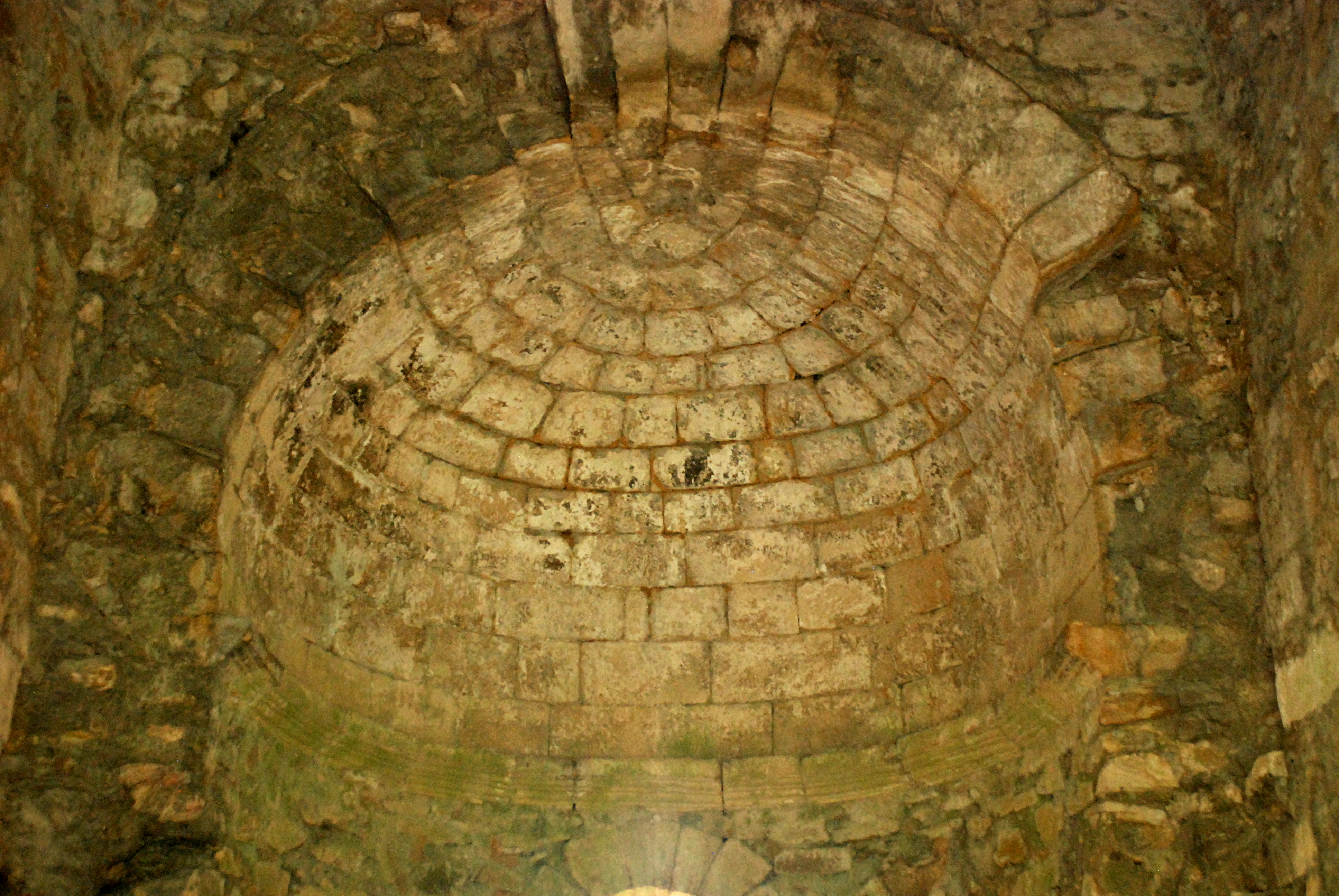
La voûte en cul-de-four de l'abside.